# Herteveld
Herteveld, ook wel Harteveld genoemd, is een buitenplaats langs de rivier de Vecht in het Nederlandse dorp Maarssen.
De eerste eigenaar was Dirck van Zennick die vermoedelijk omstreeks 1630 Herteveld liet bouwen. In de 19e eeuw is de buitenplaats meermaals gewijzigd. Een eeuw later is een deel van het grondgebied verkaveld. Vandaag de dag is de buitenplaats een rijksmonument. Tot de buitenplaats behoren onder meer het hoofdgebouw met daaromheen een park, een koetshuis, tuinmanswoning, oranjerie en een toegangshek.

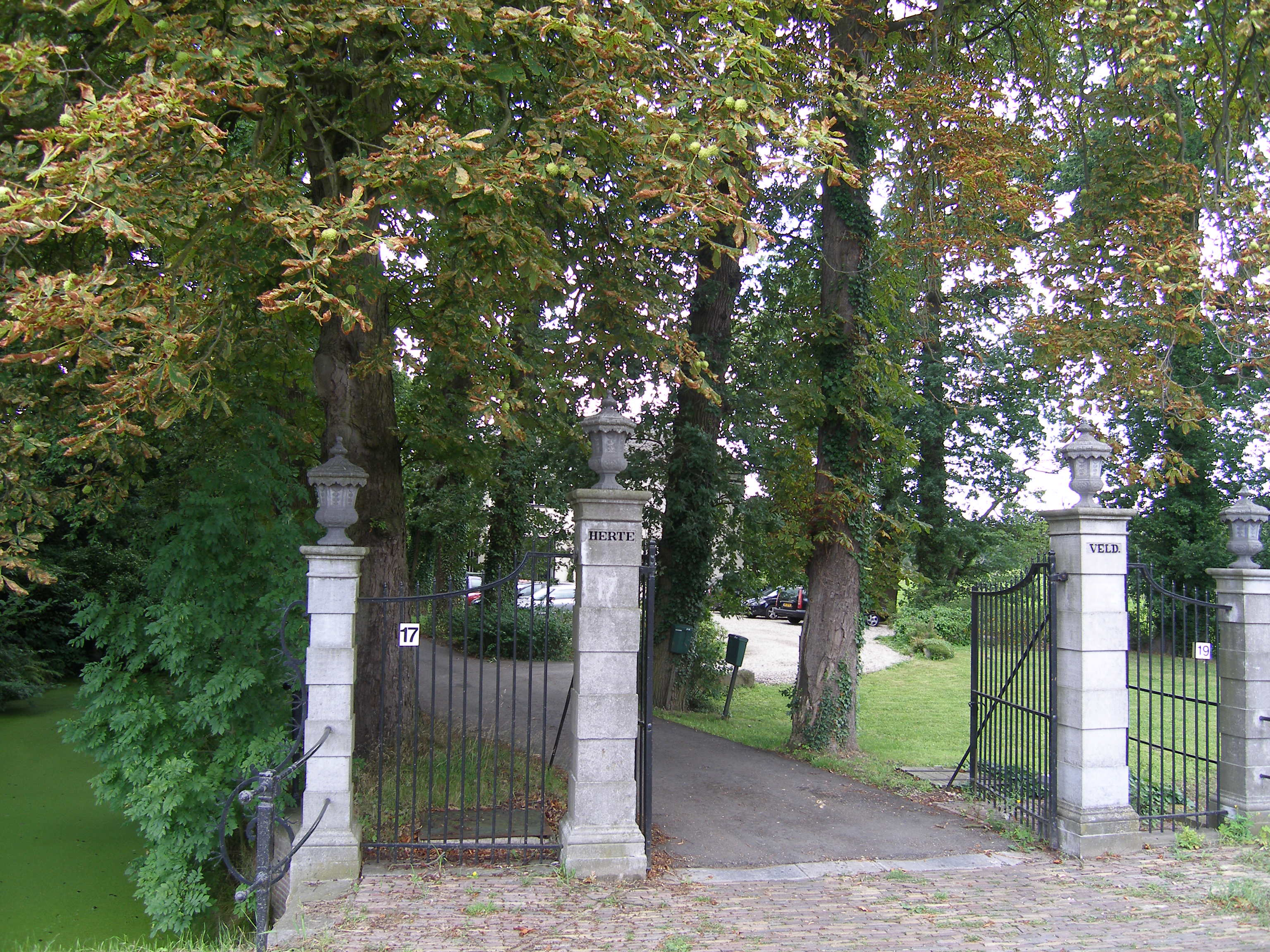
Toegangshek van Herteveld